# Bolshói Utrish (zakáznik)
Bolshói Utrish (del ruso: Большой Утриш) es un parque natural o zakáznik de paisaje y flora del ókrug urbano de la ciudad de Anapa del krai de Krasnodar, en el extremo de poniente del Cáucaso occidental, la península de Abráu y la orilla nororiental del mar Negro, en el sur de Rusia. Fue creado por la orden del jefe de la administración del krai n.º 116 del 2 de abril de 1994. Se extiende 12 km por la costa del mar Negro y se cierra al norte por la cordillera de Navaguir.
Utrish es el único lugar de la costa del mar Negro en el que se conserva flora mediterránea oriental. En el parque se conservan enebros (Juniperus excelsa y Juniperus foetidissima), alfóncigos, Cotinus y pinos de Chipre. Hay en total 75 especies de herbáceas y 107 especies de árboles y arbustos, de los que 60 están incluidos en la Lista Roja de la UICN. En los bosques de Utrish hay árboles de hasta 1 000 personas.
En cuanto a los invertebrados y reptiles, cabe destacar la Empusa fasciata, la Saga pedo, la tortuga mora y la culebra de Esculapio. Aquí nidifican aves de las especies águila culebrera, pigargo europeo, buitre negro, alimoche, cisne blanco y halcón peregrino, entre otras.
La parte acuática del zakáznik engloba una alta variedad de algas (227 especies), fitoplacton y zooplacton. Es parte de rutas migratorias de especies de peces, como los chicharros, los peces del género Scomber y boquerones, y, tras ellos, los delfines mulares.
La situación del parque es precaria y está sometido a la presión antropogénica del ocio de masas.